# Lasiocercis fuscosignatus
Lasiocercis fuscosignatus är en skalbaggsart som beskrevs av Stefan von Breuning 1971. Lasiocercis fuscosignatus ingår i släktet Lasiocercis och familjen långhorningar.
Artens utbredningsområde är Madagaskar. Inga underarter finns listade i Catalogue of Life.